# Kolymvari Chanion Kritis
Kolymvari Chanion Kritis  (Κολυμβάρι Χανίων Κρήτης en Griego) es una indicación geográfica griega con denominación de origen protegida para los aceites de oliva vírgenes extra que, reuniendo las características definidas en su reglamento, hayan cumplido con todos los requisitos exigidos en el mismo. 

## Zona de producción
La zona de producción de los aceites de oliva amparados por la Denominación de Origen Kolymvari Chanion Kritis está constituida por terrenos ubicados en la zona de Kolimbari, en la prefectura de La Canea de la isla de Creta.